# Morningstar Air Express
Morningstar Air Express Inc., діюча як Morningstar Air Express — приватна вантажна авіакомпанія зі штаб-квартирою в місті Едмонтон (провінція Альберта), Канада. Компанія працює в рамках генеральної угоди з корпорацією FedEx Express на перевезення вантажів з Монреаля в Вінніпег, а також виконує всі замовлення сторонніх компаній на вантажні перевезення повітряним транспортом.
Головним транзитним вузлом (хабом) авіакомпанії та її аеропортом базування є Центральний міський аеропорт Едмонтона.

## Історія
Авіакомпанія Brooker Wheaton Aviation була заснована влітку 1970 року двома бізнесменами з Едмонтона, Доном Уїтоном і Бівом Брукером, і почала операційну діяльність восени того ж року. Швидкий розвиток компанії протягом 1970-х років було обумовлено різким зростанням економіки провінції Альберта за рахунок загального нафтового буму та бурхливого розвитку промислового виробництва. До початку 1980-х років авіакомпанія розширила сферу власної діяльності з виконання вантажних рейсів до послуг з перепродажу, сервісного і технічного обслуговування літаків Cessna.
На початку 1980-х років авіакомпанія вивела з експлуатації поршневі літаки, продовжила збільшення свого повітряного парку за рахунок турбогвинтових лайнерів і реактивних літаків авіації загального призначення, а також вийшла на ринок надання послуг по здачі літаків в короткострокову оренду. У середині 1980-х Дональд Вітон стає єдиним власником перевізника. До кінця 1980-х років повітряний флот авіакомпанії поповнюється кількома літаками Fairchild Metroliner і Cessna 208 Caravan.
У липні 1990 року авіакомпанія підписала договір на експлуатацію двох літаків Boeing 727 корпорації FedEx Express для забезпечення вантажних перевезень між великими містами Сполучених Штатів і Канади. У листопаді 1991 року до цього контракту додався літак Fokker F-27.
У січні 1992 року компанія змінила свою назву на чинне в сучасному періоді Morningstar Air Express. Власниками перевізника є Дональд Вітон (50 %) і Кім Уорд (50 %).

## Пункти призначення
Основна діяльність Morningstar Air Express полягає у забезпеченні вантажних авіаперевезень для FedEx Express між містами Вікторія, Ванкувер, Едмонтон, Калгарі, Вінніпега, Тандер-Бей, Торонто, Монреаль, Квебек, Монктон, Шарлоттаун і Галіфакс.

## Флот
Станом на березень 2009 року повітряний флот авіакомпанії Morningstar Air Express становили такі літаки:
- 1 × ATR 42-300F
- 7 × Boeing 727-200F
- 6 × Cessna 208 Caravan

## Авіаподії і нещасні випадки
- 6 жовтня 2005 року. Літак Cessna 208, виконував вантажний рейс з Вінніпега в Тандер-Бей (Онтаріо), розбився на підході до аеропорту призначення. Пілот намагалася уникнути падіння несправного літака на житловий масив, тому в результаті катастрофи загинула лише пілот Цессни[3].